# Mindgames
Mindgames (англ. Игры разума) — бельгийская нью-прогрессив/-рок-группа.

## История
Группа была основана в 1997 году басистом Эриком Вандормайером и вокалистом Бэртом Шрамом . После того, как в музыкальные магазины были даны несколько объявлений к команде присоединились барабанщик Бенни Петак и клавишник Том Трайерс. В этом составе они записали первое демо, которое так и называлось «Демо 1999», куда входили композиции «Mental Argue», «Signs From The Sky» и «Dreaming The Circus», позднее ставшие частью дебютного альбома.
In 2000 присоединился гитарист Руди Ван Дер Векер, довершив объединение группы. После пяти лет существования группа выпустила таки дебютный диск под названием International Daylight. Немногим позднее, International Daylight был переиздан французским лейблом Musearecords. Благодаря такому ходу, о группе узнали широко за пределами Бельгии.
В начале 2006 Mindgames выпускают второй студийный альбом Actors In A Play, продюсером которого стал Фрэнк Ван Богард. Это концептуальный альбом, некая история в шести актах, сфокусированная на каждом актёре во время его игры, и наконец-то приходящему к заключению, что весь мир это один большой спектакль.
Музыкальные разногласия во время создания Actors In A Play привели к тому, что Эрик Вандормайер покинул коллектив.

## Дискография
- Demo (1999)
- International Daylight (2002)
- Actors in a play (2006)
- MMX(альбом) (2010)

## Состав
- Bart Schram — вокал, акустическая 6- и 12-струнная гитара
- Tom Truyers — клавишные, фортепиано, орган Хэммонда
- Matvi 'Billy' Bilis — гитары, акустическая 6-струнная гитара
- Maximilian von Wüllerstorff — бас-гитара
- Benny Petak — ударные

- Rudy Van Der Veken — гитары, акустическая 6-струнная гитара (2000-2011)
- Eric Vandormael -играл на бас-гитаре с (1997—2006)